# Pierre Imhasly
Pierre Imhasly, né le 14 novembre 1939 à Viège et mort le 17 juin 2017, est un écrivain, poète et traducteur suisse.

## Biographie
Pierre Imhasly étudie la littérature française et allemande ainsi que la romanistique à l'Université de Fribourg et à Zurich,. Il séjourne durant plusieurs années en Italie et en Espagne. En 1981, il participe au Prix Ingeborg Bachmann à Klagenfurt (Autriche). Pierre Imhasly part vivre à Nîmes puis retourne à Viège.
Pierre Imhasly est également auteur de proses et poèmes. En parallèle, il est traducteur du français vers l'allemand. Son poème Widerpart oder Fuga mit Orgelpunkt vom Schnee paraît en 1979 dans le Suhrkamp Verlag.
Pierre Imhasly est membre de l'association Autrices et auteurs de Suisse.

## Prix et distinctions
- 1977 : Prix de la traduction de la Fondation Oertli
- 1977 : Werkjahr du canton de Zurich
- 1979 : Werkjahr de la fondation Pro Helvetia
- 1980 : Prix de la Culture de la commune de Viège
- 1983 : Prix d'État du canton du Valais
- 2002 : Werkbeitrag de la fondation Pro Helvetia[4]

## Œuvres
- Sellerie, Ketch up & Megatonnen, Berne, 1970
- Visp, Brig 1976 (avec Armin Karlen)
- Widerpart oder Fuga mit Orgelpunkt vom Schnee, Zurich u.a. 1979
- Corrida, Bern u.a. 1982
- Alfons Studer oder Ein Eros in allen Dingen, Berne u.a. 1984
- Bodrerito Sutra, Zürich 1992
- Rhone Saga, Bâle u.a. 1996
- Paraíso sí, Francfort-sur-le-Main u.a. 2000
- Leni, Nomadin, Francfort-sur-le-Main u.a. 2001 (avec Renato Jordan)
- Blick auf... Zermatt, Ayer 2004 (avec Herbert Theler)
- Maithuna/Matterhorn, Francfort-sur-le-Main u.a. 2005[5],[4]

### Traductions
- Maurice Chappaz : Das Buch der C., Frauenfeld 1994
- Maurice Chappaz : Evangelium nach Judas, Frauenfeld 2004
- Maurice Chappaz : Haute Route, Zürich 1984
- Maurice Chappaz : Die hohe Zeit des Frühlings. Testament der oberen Rhone, Zurich 1986
- Maurice Chappaz : Lötschental, Francfort-sur-le-Main 1990
- Maurice Chappaz : Rinder, Kinder und Propheten, Zurich u.a. 1976
- Maurice Chappaz : Die Walliser, Berne 1968
- Maurice Chappaz : Die Zuhälter des ewigen Schnees, Zurich 1976
- Anne Cuneo : Dinge, bedeckt mit Schatten, Zurich u.a. 1975
- Michel Goeldlin : Windstille gegen Mittag, Zurich 1977
- André Imer : Freigut, Berne u.a. 1984
- Monique Jacot : Frauen auf dem Land, Le Mont-sur-Lausanne 1989
- Marie Métrailler : Die Reise der Seele, Zurich 1991
- Daniel Odier : Hasenjagd, Zurich 1983

### Adaptation
- Teruel : spectacle de danse-théâtre de la Compagnie Interface librement adapté du roman Rhone Saga.